# بابونه منقارکی
بابونه منقارکی (نام علمی: Anthemis brevicuspis) نام یک گونه از سرده بابونه است.